# Ångeltjärnarna (Undersåkers socken, Jämtland, 700022-135780)
Ångeltjärnarna är en sjö i Åre kommun i Jämtland och ingår i Indalsälvens huvudavrinningsområde. Sjön har en area på 0,111 kvadratkilometer och ligger 670 meter över havet. Ångeltjärnarna ligger i Vålådalen Natura 2000-område.

## Delavrinningsområde
Ångeltjärnarna ingår i det delavrinningsområde (699945-135867) som SMHI kallar för Utloppet av Ångeltjärnarna. Medelhöjden är 718 meter över havet och ytan är 1,92 kvadratkilometer. Det finns inga avrinningsområden uppströms utan avrinningsområdet är högsta punkten. Vattendraget som avvattnar avrinningsområdet har biflödesordning 5, vilket innebär att vattnet flödar genom totalt 5 vattendrag innan det når havet efter 339 kilometer. Avrinningsområdet består mestadels av skog (94 procent). Avrinningsområdet har 0,11 kvadratkilometer vattenytor vilket ger det en sjöprocent på 5,8 procent.